# Stenostygnus pusio
Stenostygnus pusio – gatunek kosarza z podrzędu Laniatores i rodziny Biantidae. Jedyny znany przedstawiciel monotypowego rodzaju Stenostygnus.

## Występowanie
Gatunek wykazany został dotąd z Brazylii, Gujany Francuskiej, Kolumbii oraz Ekwadoru.